# Championnats du monde de taekwondo 1997
Les Championnats du monde de taekwondo 1997 se sont déroulés du 19 au 23 novembre à Hong Kong, alors fraichement rétrocédé à la Chine par le Royaume-Uni.
Cette édition est la première à se tenir en Chine.
16 catégories de poids sont présentées (8 chez les hommes et autant chez les femmes).
Par rapport à l'édition précédente, la fréquentation repart à la hausse frôlant les chiffres de l'édition 1993 à New York.
On passe ainsi de 77 nations à 80 et de 379 athlètes masculins à 434. Mieux encore, le nombre d'athlètes féminines augmente largement (de 226 à 276) et établit un nouveau record.
Enfin, le nombre d'arbitres internationaux augmente également de 56 à 68.

## Faits remarquables

### La concurrence se fait sentir chez les hommes
Les athlètes coréens remportent 4 des 8 titres masculins mis en jeu, leur bilan le moins bon jusqu'alors.
L'Espagne, tout particulièrement, et la Chine Taipei se montrent une fois encore comme les principaux poursuivants de la Corée du Sud, devant l'Égypte et l'Iran autres pays dont la qualité des équipes est perceptible depuis plusieurs années déjà.

### La Corée du Sud a pris énormément d'avance chez les femmes
Alors que la première compétition féminine s'était avéré étonnamment indécise, force est de constater que les athlètes coréennes ont pris beaucoup d'avance dans leurs méthodes d'entraînement.
Celles-ci écrasent littéralement la compétition, ne laissant qu'un titre à la concurrence.

### Des champions qui confirment
De nombreux champions montent sur le podium une deuxième fois d'affilée après l'édition précédente (voire une troisième fois d'affilée), confirmant l'émergence de spécialistes de très haut niveau.
Chez les hommes :
- Le coréen Seung Tae Chindouble tenant du titre dans la catégorie des poids Fin remporte la catégorie supérieure des poids mouches.
- Le philippin Roberto Cruz conserve lui sa médaille d'argent chez les poids Fin.
- Huang Chi Hsiung de Chine Taipei remporte l'or, deux ans après le bronze chez les poids. coq. Lui aussi voit la typographie de son nom sévèrement chamboulée au passage.
- Le coréen Dong Wan Lee conserve son titre chez les poids moyens masculins.
- Le coréen Je Kyoung Kim remporte un troisième titre consécutif chez les lourds masculins.

Chez les femmes:
- La coréenne So Hee Yang conserve son titre chez les poids Fin féminines.
- La coréenne Hyang Mi Cho conserve également son titre chez les poids Welter féminines.
- La croate Miet Filipovic remporte une deuxième médaille de bronze consécutive chez les poids légers féminins.
- Chih Ling Hsu de la Chine Taipei remporte le bronze chez les poids Welter féminines après l'argent en 1995.
- Dans la catégorie féminine des poids moyens, l'espagnole Ireane Ruiz remporte le bronze après l'or tandis que la mexicaine Monica Jaime remporte une deuxième médaille de bronze consécutive.
- Dans la catégorie féminine des poids lourds, la coréenne Myoung Sook Jung conserve son titre (mais voit elle aussi la typographie de son nom fluctuer légèrement) tandis que la croate Natasa Vezmar remporte une deuxième médaille de bronze consécutive.

## Podiums[1],[2],[3]

### Hommes
| Event                                  | Or                 | Argent                 | Bronze               |
| -------------------------------------- | ------------------ | ---------------------- | -------------------- |
| Poids Fin (fourchette non précisée)    | Juan Antonio Ramos | Roberto Cruz           | Lee Hou Kun          |
| Poids Fin (fourchette non précisée)    | Juan Antonio Ramos | Roberto Cruz           | Nazim Yilmaz         |
| Poids mouche (fourchette non précisée) | Seung Tae Chin     | Tsai Yi Ya             | Geraldhy Altamirano  |
| Poids mouche (fourchette non précisée) | Seung Tae Chin     | Tsai Yi Ya             | Ludovic Vo           |
| Poids coq (fourchette non précisée)    | Huang Chi Hsiung   | Mehdi Bibak Asl        | Liu Chuang           |
| Poids coq (fourchette non précisée)    | Huang Chi Hsiung   | Mehdi Bibak Asl        | Oscar Salazar Blanco |
| Poids plume (fourchette non précisée)  | In Dong Kim        | Ekrem Boyali           | Rafael Z. Carreon    |
| Poids plume (fourchette non précisée)  | In Dong Kim        | Ekrem Boyali           | Hsu Chi-Hung         |
| Poids léger (fourchette non précisée)  | Tamer Abdel Moneim | Christophe Negrel      | Ki Sun Shim          |
| Poids léger (fourchette non précisée)  | Tamer Abdel Moneim | Christophe Negrel      | Zoran Krajcinovic    |
| Poids Welter (fourchette non précisée) | Jose Jesus Marquez | Marco Scheiterbauer    | Kyung Hun Kim        |
| Poids Welter (fourchette non précisée) | Jose Jesus Marquez | Marco Scheiterbauer    | Madjid Aflakikhamseh |
| Poids moyens (fourchette non précisée) | Dong Wan Lee       | Alfredo Escobar Osorio | Ruben Montesinos     |
| Poids moyens (fourchette non précisée) | Dong Wan Lee       | Alfredo Escobar Osorio | Tolis Michael        |
| Poids lourds (fourchette non précisée) | Je Kyoung Kim      | Hassan Aslani          | Aldosari Khalid      |
| Poids lourds (fourchette non précisée) | Je Kyoung Kim      | Hassan Aslani          | Nelson Saenz Miller  |

### Femmes
| Catégorie                               | Or              | Argent              | Bronze               |
| --------------------------------------- | --------------- | ------------------- | -------------------- |
| Poids Fin (fourchette non précisée)     | Yang So-hee     | Huang Li            | Thy Vy Sok           |
| Poids Fin (fourchette non précisée)     | Yang So-hee     | Huang Li            | Kay Poe              |
| Poids mouche (fourchette non précisée)  | Chi Shu-ju      | Yoon Sing-hee       | Kylie Treadwell      |
| Poids mouche (fourchette non précisée)  | Chi Shu-ju      | Yoon Sing-hee       | Mandy Patriciameloon |
| Poids coq (fourchette non précisée)     | Hwang Eun-suk   | Roxanne Forget      | Lauren Burns         |
| Poids coq (fourchette non précisée)     | Hwang Eun-suk   | Roxanne Forget      | Elizabeth Delgado    |
| Poids plume (fourchette non précisée)   | Jung Jae-eun    | Carine Zelmanovitch | Lai Hsio-Wen         |
| Poids plume (fourchette non précisée)   | Jung Jae-eun    | Carine Zelmanovitch | Raveevadee Pansombut |
| Poids léger (fourchette non précisée)   | Kang Hae-eun    | Hung Chia Chun      | Luisa Arnanz         |
| Poids léger (fourchette non précisée)   | Kang Hae-eun    | Hung Chia Chun      | Miet Filipovic       |
| Poids welters (fourchette non précisée) | Cho Hyang-mi    | Morfou Drosidou     | Ramirez Monroy       |
| Poids welters (fourchette non précisée) | Cho Hyang-mi    | Morfou Drosidou     | Chih Ling Hsu        |
| Poids moyens (fourchette non précisée)  | Woo Eun-joung   | Mounia Bourguigue   | Monica Delreal Jaime |
| Poids moyens (fourchette non précisée)  | Woo Eun-joung   | Mounia Bourguigue   | Ireane Ruiz          |
| Poids lourds (fourchette non précisée)  | Jung Myung-sook | Natalia Ivanova     | Natasa Vezmar        |
| Poids lourds (fourchette non précisée)  | Jung Myung-sook | Natalia Ivanova     | Chiu Meng-Jen        |

## Tableau des médailles[6]
| Rang | Nation          | Or | Argent | Bronze | Total |
| ---- | --------------- | -- | ------ | ------ | ----- |
| 1    | Corée du Sud    | 11 | 1      | 2      | 14    |
| 2    | Taipei chinois  | 2  | 2      | 5      | 9     |
| 3    | Espagne         | 2  | 0      | 4      | 6     |
| 4    | Égypte          | 1  | 0      | 0      | 1     |
| 5    | France          | 0  | 2      | 1      | 3     |
| 5    | Iran            | 0  | 2      | 1      | 3     |
| 7    | Chine           | 0  | 1      | 1      | 2     |
| 7    | Cuba            | 0  | 1      | 1      | 2     |
| 7    | Grèce           | 0  | 1      | 1      | 2     |
| 7    | Turquie         | 0  | 1      | 1      | 2     |
| 11   | Canada          | 0  | 1      | 0      | 1     |
| 11   | Allemagne       | 0  | 1      | 0      | 1     |
| 11   | Maroc           | 0  | 1      | 0      | 1     |
| 11   | Philippines     | 0  | 1      | 0      | 1     |
| 11   | Russie          | 0  | 1      | 0      | 1     |
| 16   | Mexique         | 0  | 0      | 4      | 4     |
| 17   | Australie       | 0  | 0      | 3      | 3     |
| 18   | Croatie         | 0  | 0      | 2      | 2     |
| 18   | États-Unis      | 0  | 0      | 2      | 2     |
| 20   | Équateur        | 0  | 0      | 1      | 1     |
| 20   | Arabie saoudite | 0  | 0      | 1      | 1     |
| 20   | Thaïlande       | 0  | 0      | 1      | 1     |
| 20   | Yougoslavie     | 0  | 0      | 1      | 1     |

## Classement des équipes
| Rang | Pays            | Or | Argent | Bronze |
| ---- | --------------- | -- | ------ | ------ |
| 1    | Corée du Sud    | 4  | 0      | 2      |
| 2    | Espagne         | 2  | 0      | 1      |
| 3    | Taipei chinois  | 1  | 1      | 2      |
| 4    | Égypte          | 1  | 0      | 0      |
| 5    | Iran            | 0  | 2      | 1      |
| 6    | Cuba            | 0  | 1      | 1      |
| 6    | France          | 0  | 1      | 1      |
| 6    | Turquie         | 0  | 1      | 1      |
| 9    | Allemagne       | 0  | 1      | 0      |
| 9    | Philippines     | 0  | 1      | 0      |
| 11   | Mexique         | 0  | 0      | 2      |
| 12   | Chine           | 0  | 0      | 1      |
| 12   | Grèce           | 0  | 0      | 1      |
| 12   | Équateur        | 0  | 0      | 1      |
| 12   | Arabie saoudite | 0  | 0      | 1      |
| 12   | Yougoslavie     | 0  | 0      | 1      |

| Rang | Pays           | Or | Argent | Bronze |
| ---- | -------------- | -- | ------ | ------ |
| 1    | Corée du Sud   | 7  | 1      | 0      |
| 2    | Taipei chinois | 1  | 1      | 3      |
| 3    | Canada         | 0  | 1      | 0      |
| 3    | Chine          | 0  | 1      | 0      |
| 3    | France         | 0  | 1      | 0      |
| 3    | Grèce          | 0  | 1      | 0      |
| 3    | Maroc          | 0  | 1      | 0      |
| 3    | Russie         | 0  | 1      | 0      |
| 9    | Australie      | 0  | 0      | 3      |
| 9    | Espagne        | 0  | 0      | 3      |
| 11   | Croatie        | 0  | 0      | 2      |
| 11   | Mexique        | 0  | 0      | 2      |
| 11   | États-Unis     | 0  | 0      | 2      |
| 14   | Thaïlande      | 0  | 0      | 1      |